# Imperia (statua)

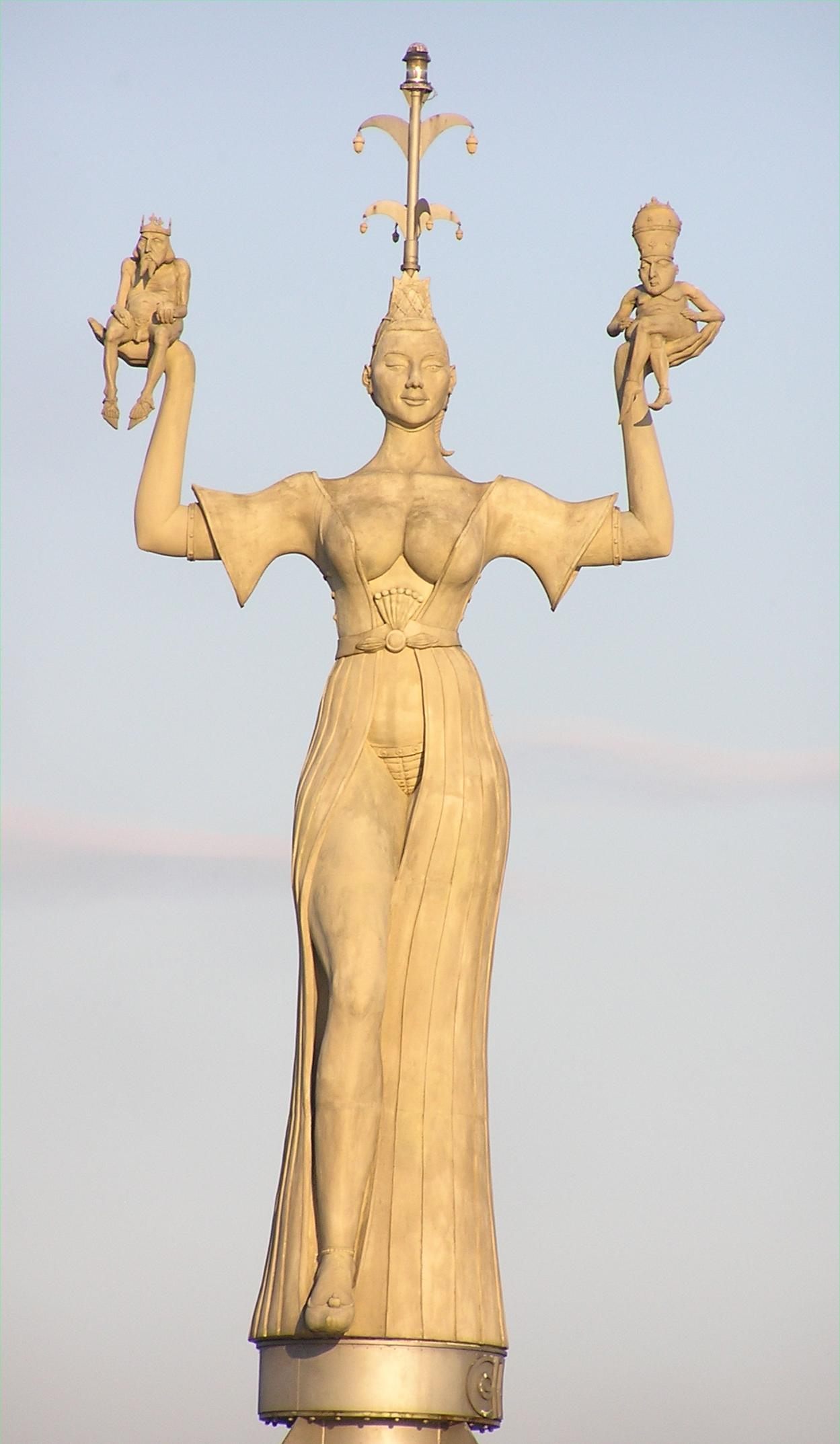
Imperia

Imperia è una statua posta all'entrata del porto della città tedesca di Costanza. Essa commemora il concilio di Costanza svoltosi dal 1414 al 1418.

## Descrizione
L'opera, realizzata in calcestruzzo dallo scultore Peter Lenk nel 1993, è alta 10 metri, pesa 18 tonnellate e poggia su un piedistallo che ruota sul proprio asse ogni tre minuti. Essa rappresenta una figura femminile che regge nelle mani due uomini. I due uomini sono l'imperatore Sigismondo (che indisse il concilio) e papa Martino V (che venne eletto papa durante il concilio), totalmente nudi e vestiti solo della corona e della tiara, i simboli del loro potere. 

## Riferimenti
Il nome della statua si rifà a quello di un racconto di Balzac, La belle Impéria, una satira contro la morale del clero cattolico, nel quale Imperia seduce e controlla principi e cardinali al Concilio di Costanza. 

## Galleria d'immagini

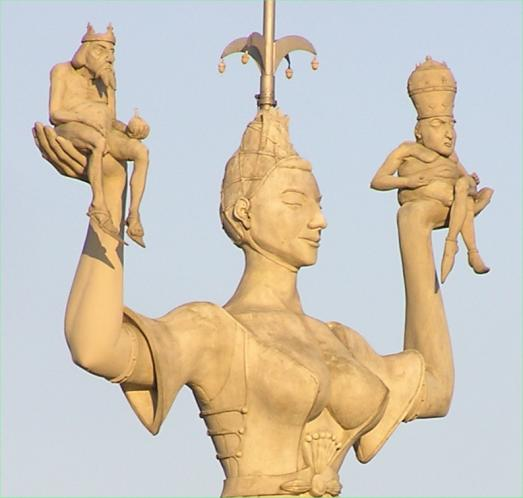
La statua da vicino
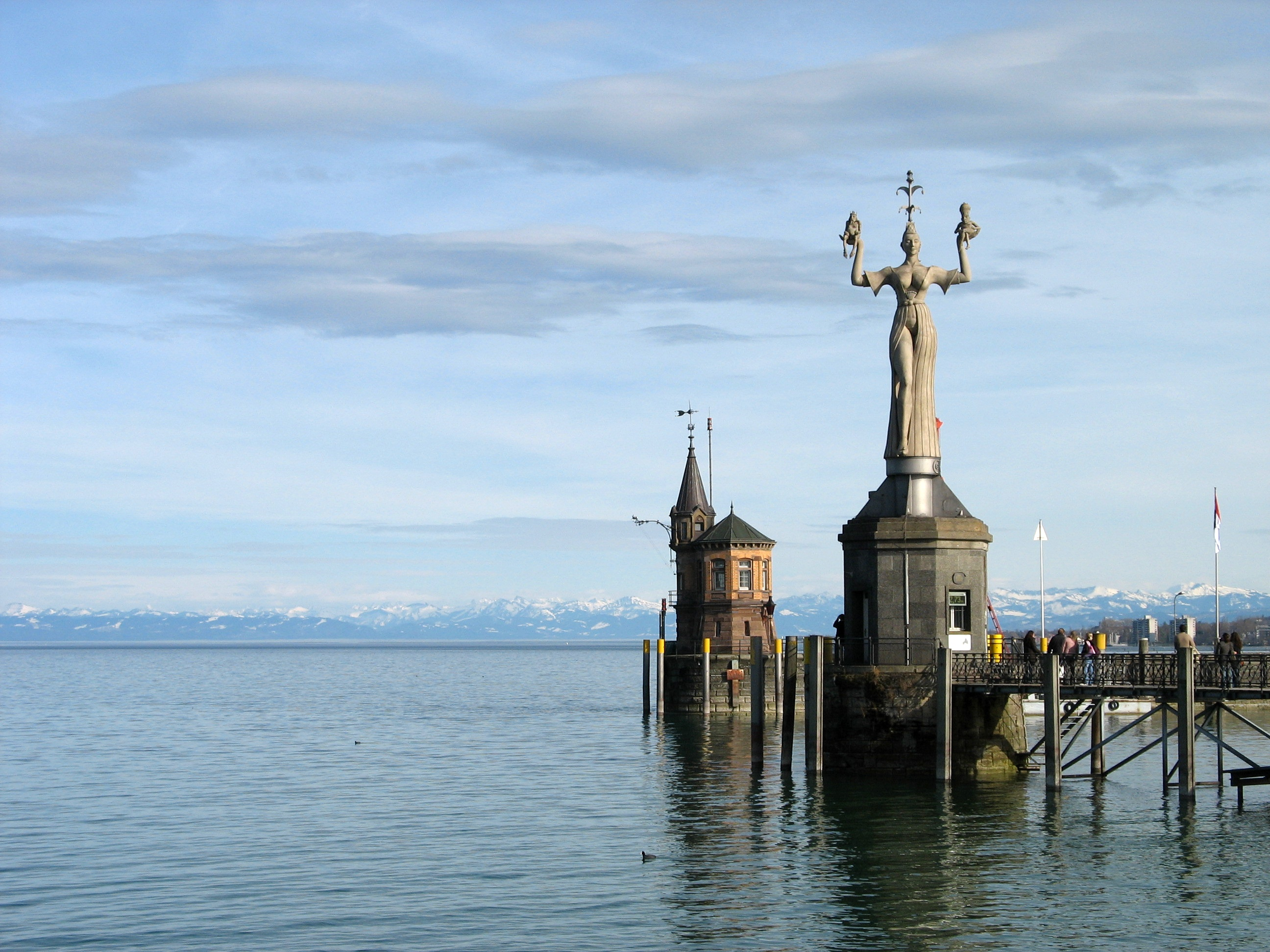
La statua di fronte al lago
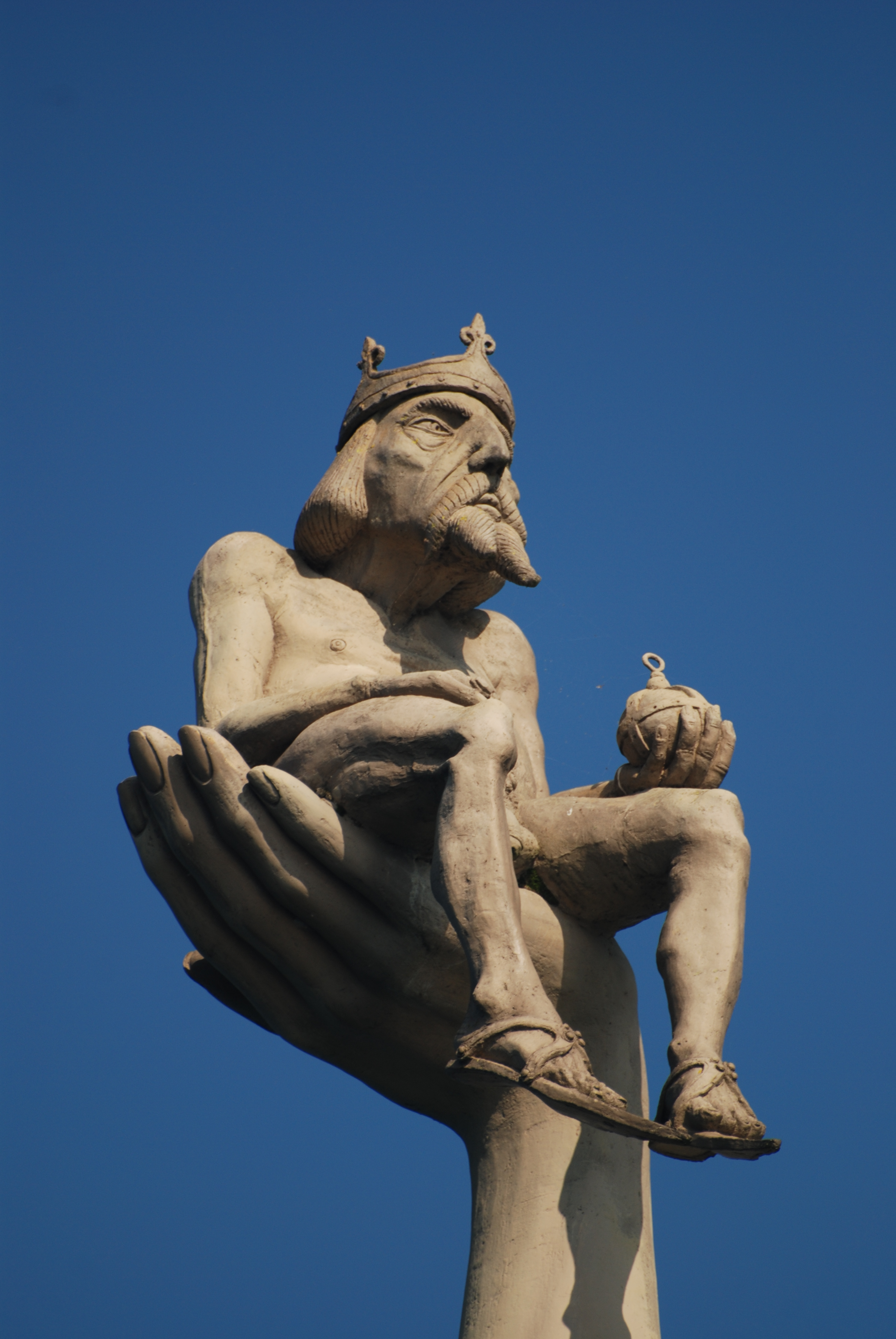
Particolare dell'imperatore
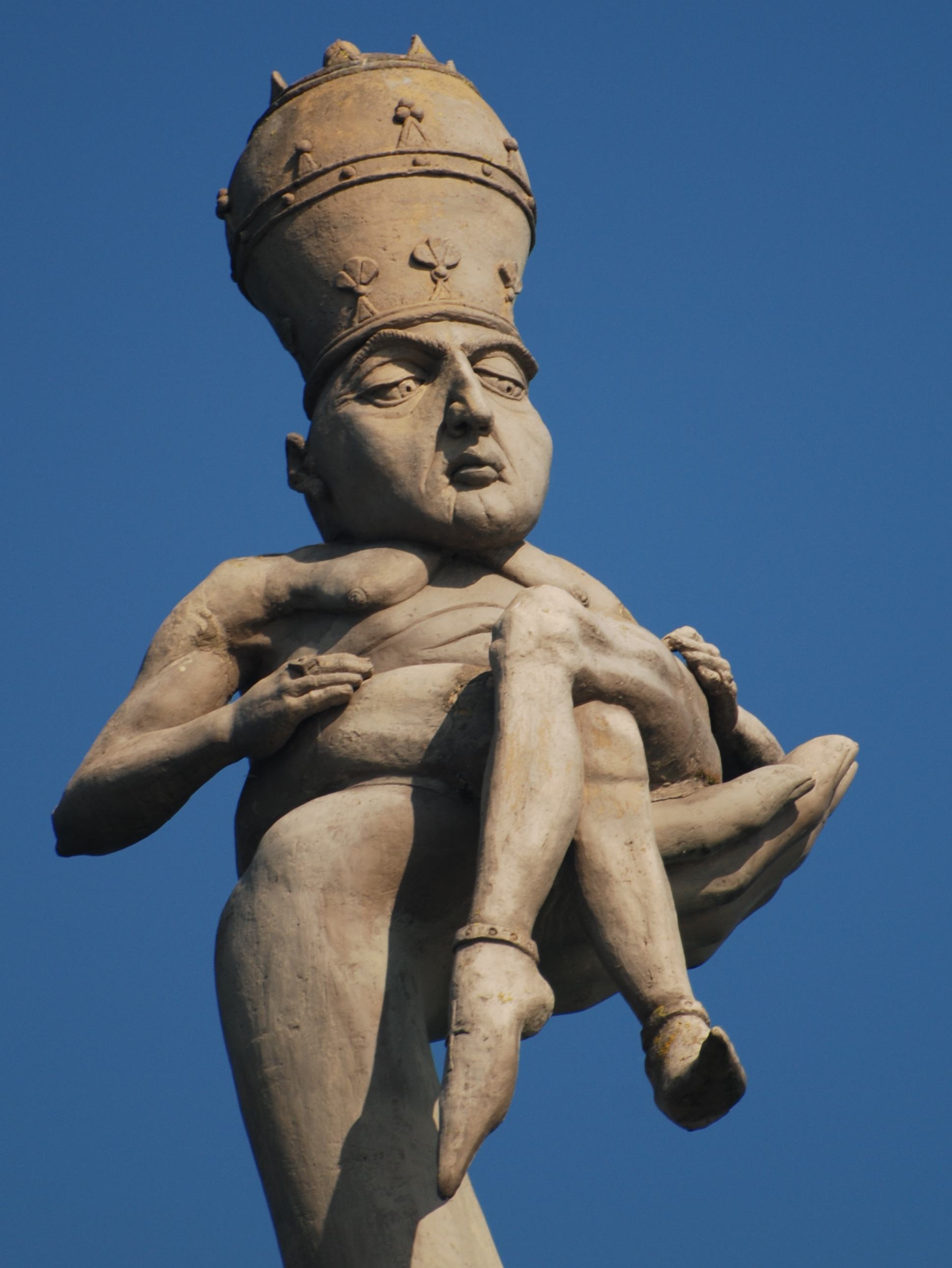
Particolare del papa